# 性關係障礙
性關係障礙（英語：Sexual relationship disorder）是指由於性別認同或性取向而難以建立或維持性關係的一種障礙。世界衛生組織在「與性發育和性取向相關的心理和行為障礙（英語：Psychological and behavioural disorders associated with sexual development and orientation）」下列出了國際疾病與相關健康問題統計分類（ICD-10）中的性關係障礙。WHO對此描述如下：
性別認同或性取向（異性戀，同性戀或雙性戀）是造成難以與性伴侶建立或維持關係的原因。 (F66.2)
世衛組織對F66部分的全部內容施用以下註釋：性取向本身不應被視為一種疾病。